# Sweet people
«Sweet People» es una canción de la artista ucraniana Alyosha. Fue la canción seleccionada por Ucrania para el Festival de la Canción de Eurovisión 2010 en el suburbio de Bærum en Oslo. La canción se presentó en la semifinal 2 el 27 de mayo de 2010, se presentó en el lugar no. 08 y logró clasificar a la final con 77 puntos ocupando la 7º posición. En la final fue presentada en el lugar no. 17 y finalizó en la posición no. 10º con 108 puntos.

## Escritura e inspiración
Sweet People fue escrita por  Alyosha, y compuesta por Alyosha, Borys Kukoba y Vadim Lisitsa.
Alyosha decidió tomar el tema medio ambiental para hablarle a una gran audiencia sobre salvar el planeta. Ayosha nació dos semanas después del accidente de Chernóbil y lo considera como una de la páginas más oscuras de la historia ucraniana.

## Vídeo musical
El vídeo fue grabado en la ciudad abandonada de Prípiat. Desde el 19 de abril hasta el 21 de abril de 2010. El director Victor Skuratovsky dijo que no hay efectos especiales en el video que todo fue tomado en la ciudad antes mencionada.

«Fue realmente emocionante estar en esta ciudad abandonada, pero no fue peligroso estar ahí por un día. Tuvimos que rodar una parte del vídeo en Kiev, la parte del niño no la rodamos en Chernóbil. Cada cosa en el vídeo es real, nada fue hecho con algún efecto artificial.»
Alyosha

Partes del vídeo fueron tomadas de una escuela abandonada, también se ve una escena de un parque de diversiones abandonado en la ciudad de Prípiat.

## Listas musicales
| Lista (2010)               | Mejor posición |
| -------------------------- | -------------- |
| Suiza Media Control Charts | 73             |